# ناحیه مرکزی حارم
ناحیه مرکزی حارم (به عربی: ناحیة مرکز حارم) یک ناحیه در سوریه است که در منطقه حارم واقع شده‌است. ناحیه مرکزی حارم ۱۲٬۸۹۴ نفر جمعیت دارد.